# Дравіни
Дравіни (пол. Drawiny, нім. Dragebruch) — село в Польщі, у гміні Дрезденко Стшелецько-Дрезденецького повіту Любуського воєводства.
Населення — 455 осіб (2011).
У 1975-1998 роках село належало до Гожовського воєводства.

## Демографія
Демографічна структура станом на 31 березня 2011 року:
|          | Загалом | Допрацездатний вік | Працездатний вік | Постпрацездатний вік |
| -------- | ------- | ------------------ | ---------------- | -------------------- |
| Чоловіки | 216     | 48                 | 147              | 21                   |
| Жінки    | 239     | 45                 | 141              | 53                   |
| Разом    | 455     | 93                 | 288              | 74                   |